# Sula Wolff
Sulammith „Sula“ Wolff (* 1. März 1924 in Berlin; † 21. September 2009 in Edinburgh) war eine britische Fachärztin und Wissenschaftlerin. Im Großbritannien der Nachkriegszeit war die als Mädchen mit ihren Eltern aus Nazideutschland Emigrierte wegweisend auf dem Gebiet der Erforschung von kindlichem Autismus. Neben Michael Rutter gilt sie als Pionierin auf dem Feld der Kinderpsychiatrie.

## Leben und Wirken
Sulammith Wolff war die Tochter von Friedel Wolff, geborene Saloman, und Walther Wolff. Aufgewachsen ist sie als Einzelkind in Wetzlar. Der Vater war Patentanwalt, von der Mutter ist ein ausgeprägter Sinn für Mode überliefert. Die jüdische Familie verließ Deutschland schon 1933. Der Vater bereitete in England alles vor, bis seine Frau und die gemeinsame Tochter aus Rotterdam, wo sie bei Verwandten ein Übergangsquartier gefunden hatten, nachkommen konnten. Hampstead wurde zum neuen Lebensmittelpunkt der Familie.
Schon im Alter von vier Jahren hatte Sula beschlossen, Ärztin zu werden: Sie hatte sich einen Daumen gebrochen und war beeindruckt von den Abläufen und dem Erfolg der Behandlung. Ihr Medizinstudium in Oxford konnte sie 1947 erfolgreich abschließen. Ab 1955 begann sie eine psychiatrische Ausbildung am Maudsley Hospital in London. Dort lernte sie den gleichaltrigen Berufskollegen Henry Walton (1924–2012) kennen; die beiden wurden ein Paar und heirateten 1958. Ab 1962 wirkten beide am Royal Hospital for Sick Children in Edinburgh, und Sula Wolff-Walton startete eine Laufbahn als Wissenschaftlerin und Fachärztin. Gemeinsam mit ihrem Gatten, der aus Südafrika stammte, wirkte sie auch am Groote Schuur Hospital in Kapstadt, dann in New York und schließlich kontinuierlich in Edinburgh.
Schon Sula Wolffs erstes Buch, Children Under Stress (1969), wurde in verschiedene Sprachen übersetzt und auch in nichtmedizinischen Kreisen rezipiert. Wolff begleitete die Kinder und Jugendlichen, mit denen sie gearbeitet hatte, über viele Jahre und studierte ihre Entwicklung. Ihre Erkenntnisse flossen in die Erforschung von Autismus, Asperger-Syndrom und schizoiden Störungen ein. Ihrer Studie Loners traute Leon Eisenberg schon bei Erscheinen 1995 zu, „a clinical classic“ zu werden. Dieses Buch enthielt u. a. auch eine Analyse der Persönlichkeit von Ludwig Wittgenstein. Wolffs Übersetzung der Kurzen Geschichte der Psychiatrie von Erwin Heinz Ackerknecht erschien zwei Jahre nach Erscheinen der Originalausgabe (1957, englisch 1959).
Das Verhältnis der Eheleute galt als harmonisch, eigene Kinder hatte das Paar nicht. Neben ihrem Beruf galt ihr gemeinsames Interesse der Schönen Kunst, und sie bauten sich eine Privatsammlung auf. Im Zuge ihrer Übersiedelung von Blacket Place in eine kleinere Wohnung überließen sie den National Galleries of Scotland circa 200 Werke aus ihrer Sammlung.

## Monografien
- Children Under Stress. Penguin Press, London, 1969.
  - deutsch von Erika Danneberg: Kinder in Bedrängnis. Ernst Klett Verlag, Stuttgart 1971.
- Childhood and Human Nature. The Development of Personality. 1989.
- Loners. The Life Path of Unusual Children. Routledge, London 1995.